# Дир-Айленд
Дир-Айленд (Остров Дир, англ. Deer Island — «Олений остров») — полуостров в северной части Бостонской бухты, в Бостоне в штате Массачусетс. Бывший остров площадью 0,75 квадратных километров, в прошлом отделённый проливом Ширли-Гут от города Уинтроп в округе Саффолк. В 1938 году эрозия почвы, вызванная Новоанглийским ураганом, соединила остров с материком. В 1996 году Дир-Айленд включён в Национальную рекреационную зону «Бостонская бухта».
В 1675—1676 гг. на острове зимовали индейцы-христиане численностью 500—1100 человек, которых интернировали в ходе индейской войны, известной как Война Короля Филипа.
В 1846—1851 гг. остров использовался для содержания эмигрантов, бежавших от голода в Ирландии (1845—1849). В 1847 году для них была открыта больница. На острове была устроена богадельня для нищих.
В 1890 году близ острова был построен маяк. В 1984 году маяк был разрушен штормом. В 2016 году новый маяк был перенесён. Маяк с переменным огнём (белый и красный), вспышка каждые 10 секунд.
С 1896 по 1991 год на северо-восточной части острове находилась тюрьма. В этой тюрьме сидела Маргарет Браун, она же Янг, она же Хаскинс, она же Матушка Хаббард (Old Mother Hubbard). Тюрьму упоминает Сильвия Плат в поэме Point Shirley, написанной в январе 1959 года.
В своей книге «Краткая история почти всего на свете» Билл Брайсон сообщает об экспериментах над добровольцами в военной тюрьме на острове после испанского гриппа в августе 1918 года. В 1921 году отчёт о двух экспериментах на острове (ноябрь—декабрь 1918 года и февраль—март 1919 года) написал исследователь Джозеф Гольдбергер.
В 1942 году на острове построен Форт-Дауэс.
На острове Дир находится станция очистки сточных вод — одна из основных станций очистки сточных вод Управления водных ресурсов штата Массачусетс (MWRA). Первая станция на Дир-Айленд была построена в конце XIX века, вторая — в 1968 году. Новая станция эксплуатируется с 1995 года. Станция занимает две трети острова, парк занимает оставшуюся часть.
В настоящее время Дир-Айленд является популярным местом отдыха.